# Biblia de la Iglesia en América
La Biblia de la Iglesia en América es una versión católica de la Biblia elaborada por la Conferencia Episcopal Latinoamericana con el auspicio de la Conferencia de obispos católicos de Estados Unidos.

## Historia
Había sido pedida por la Conferencia de obispos católicos de Estados Unidos en 2002 para servir como equivalente a la NAB (New American Bible). Empezando en 2004, fue elaborada por 26 traductores bajo la supervisión del obispo chileno Santiago Silva Retamales. El público objetivo son las comunidades hispanohablantes del continente americano, por lo que uno de los objetivos fue hacerla en un lenguaje moderno y accesible. El Nuevo Testamento fue publicado en 2015. La Biblia completa fue terminada en 2019. Fue presentada al papa Francisco el 16 de septiembre del 2019. Aunque en palabras del obispo Santiago Silva “No se trataba de hacer una Biblia que reemplazara a las demás, sino que completara", al ser aprobada por todas las conferencias episcopales de Latinoamérica se espera que cumpla el rol que tenían la Biblia Dios Habla Hoy y la Biblia Latinoamericana. Fue publicada por PPC Editoriales. Se espera que sea usada como base para futuros leccionarios.

## Características de la obra
El texto bíblico está escrito en español americano. Contiene introducciones y anotaciones con propósito pastoral. Las introducciones están ordenadas en formato de pregunta en el siguiente orden: 1. Ámbito histórico comunitario, 2. Ámbito teológico, 3. Ámbito literario.
Incluye cronologías, glosario y mapas.

## Ediciones
La Biblia de la Iglesia en América ha tenido las siguientes ediciones:
- Biblia de La Iglesia en América (edición semiflexible)[3]
- Biblia de La Iglesia en América (edición rústica)[3]
- Nuevo Testamento de La Iglesia en América (edición semiflexible)[3]
- Nuevo Testamento de la BIA (Rústica)[3]
- Nuevo Testamento de la BIA (Primera edición)[3]

Aún no existe una edición digital.